# تروي ميريت
تروي ميريت (بالإنجليزية: Troy Merritt)‏ هو لاعب غولف أمريكي، ولد في 25 أكتوبر 1985 في أوسيدج في الولايات المتحدة.

## وصلات خارجية
- تروي ميريت على موقع رابطة لاعبي الغولف المحترفين (الإنجليزية)
- تروي ميريت على موقع التصنيف العالمي الرسمي للغولف (الإنجليزية)